# Мачикес

Локація округу Мачикес на карті Венесуели

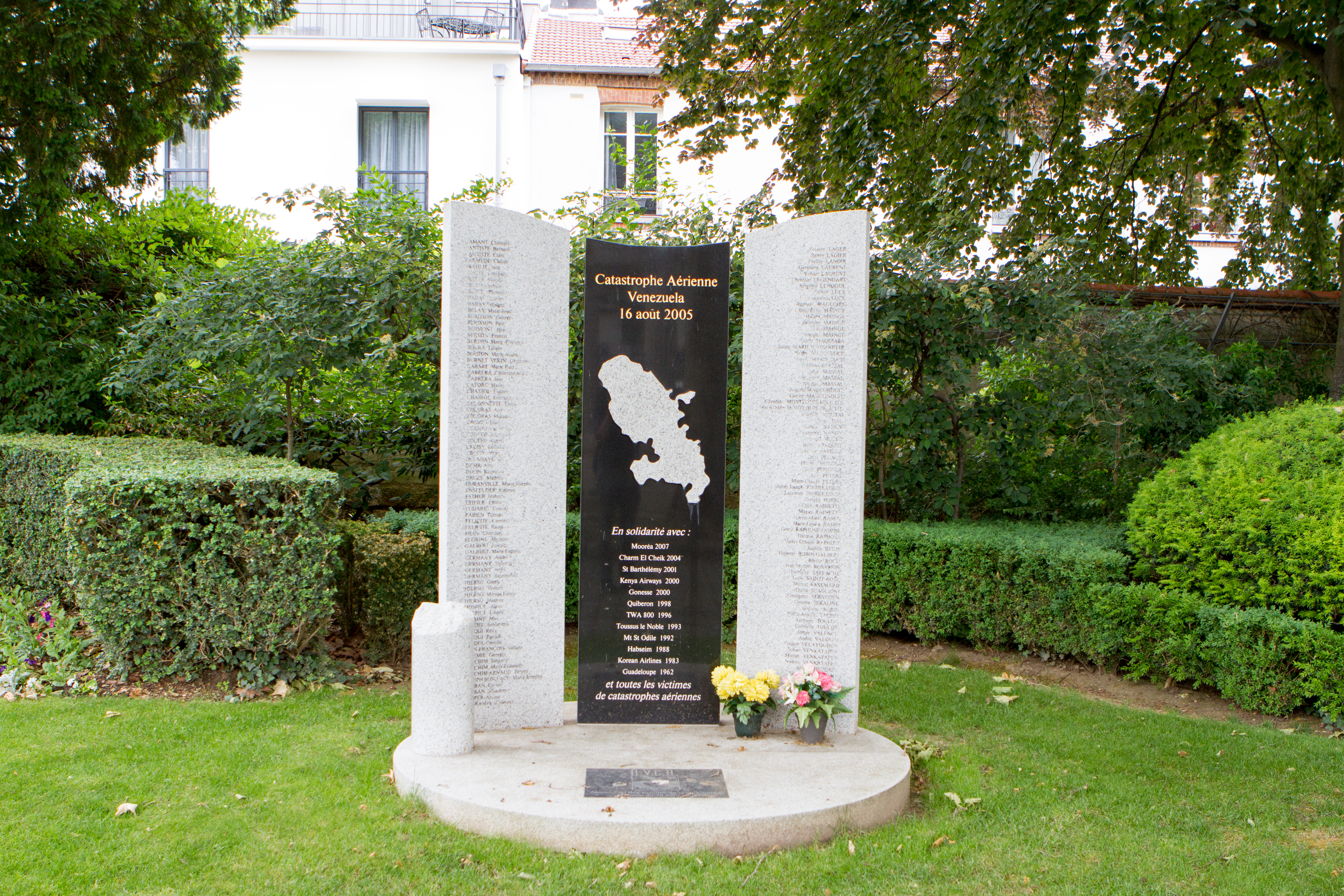
Меморіал катастрофі рейсу 708 West Caribbean Airways

Мачикес — місто в штаті Сулія (Венесуела), розташоване в північно-західній частині країни. Він знаходиться недалеко від кордону з Колумбією, і основним видом економічної діяльності району є скотарство. 16 серпня 2005 року рейс 708 авіакомпанії West Caribbean Airways, який прямував із Панами до Фор-де-Франс і під час прольоту над Венесуелою в грозі розбився в гірському районі муніципалітету, в результаті чого загинули всі 160 людей на борту.

## Авіакатастрофа рейсу 708 West Caribbean Airways

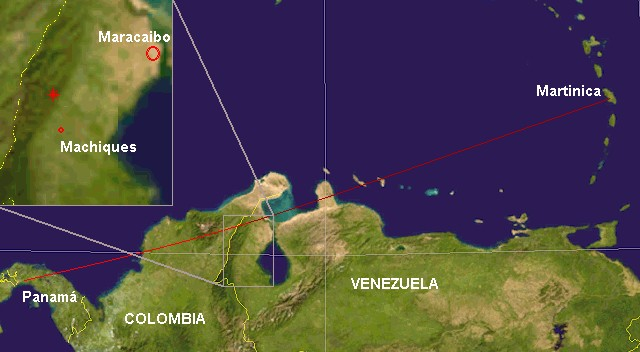
Схема польоту рейсу 708

16 серпня 2005 року пасажирський авіалайнер McDonnell Douglas MD-82 колумбійської вже неіснуючої авіакомпанії West Caribbean Airways виконував чартерний рейс WCW708 за маршрутом Панама—Фор-де-Франс, але через 1 годину і 2 хвилини після зльоту з панамського міжнародного аеропорту Токумен екіпаж повідомив про відмову обох двигунів, а незабаром літак впав на землю і повністю зруйнувався. Загинули всі 160 людей, що перебували на його борту, — 152 пасажири і 8 членів екіпажу. Катастрофа рейсу 708 стала найбільшою авіакатастрофою в історії Венесуели при цьому обігнавши катастрофу DC-9 у Маракайбо (155 загиблих), що сталася на 39 років раніше.

## Фотогалерея

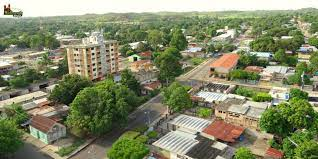
Панорама міста